# Murree

Union Council de Murree al tahsil de Murree.

Murree (Murri, urdú مری) és una ciutat del Panjab (Pakistan), unión council i estació de muntanya utilitzada com a residència d'estiu per habitants d'Islamabad i altres, que és capital del tehsil de Murree al districte de Rawalpindi. Les muntanyes de la zona són anomenades Muntanyes Murree (Murree Hills). El seu nom deriva de "marhi" (vila alta) si bé segons la creença popular portaria el nom de la Verge Maria. Està a 2.300 metres sobre el nivell de la mar.

## Història
Murree fou fundada el 1851 pel governador del Panjab Sir Henry Lawrence, per aquarterar les tropes que vigilaven la frontera afganesa i com a sanitari. La ciutat permanent es va construir a Sunnybank el 1853. L'església fou consagrada el maig de 1857, i llavors es va construir el carrer principal, el Mall, avui Carretera de Jinnah. A aquesta zona no hi van poder accedir els no europeus fins al 1947.
El 1857 les tribus locals de Murree, els hazares, dhond abbasi i tanolis van planejar un atac a l'exèrcit britànic; la campanya fou dirigida pel cap dhond abbasi, Sardar Sherbaz Khan, i pel cap tanoli Malik Nawab Bahadur Khan, i després de diverses lluites els britànics van signar un acord amb els abbassi, acord que els tanolis van refusar; finalment els britànics van ignorar l'acord i van recuperar el control de Murreee. En endavant molts oficial britànics van escollir Murree com a residència pel seu clima suau. La municipalitat es va crear probablement el 1860 o 1870
Del 1873 al 1876 fou residència d'estiu del govern del Panjab però en aquest any va passar a Simla. Va restar però residència d'estiu del tinent general del comandament del nord, dels comissionat de la divisió de Rawalpindi, i del subcomissionat del districte de Rawalpindi (un ajudant del subcomissionat residia també a Merree com a administrador del tehsil, durant tot l'any). El 1901 la població era de 1.844 habitants però a l'estiu pujava a uns deu mil.

## Tribus
Les tribus principals són els dhond abbasi, els kethwal rajputs, els dhanyals, els awans, els jasgams, els sattis, els baigs, els mirzes i els barles.

## Administració
A Murreee resideixen les autoritats del tahsil i del Union Council.

## Galeria

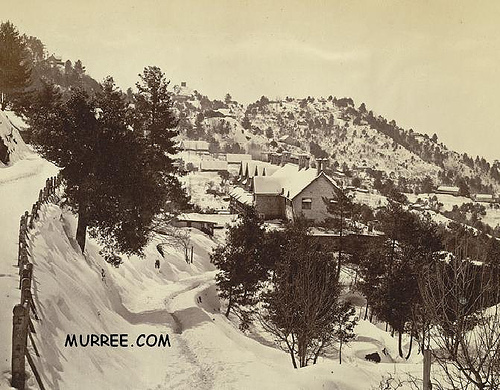
Neu a Murree (1865)
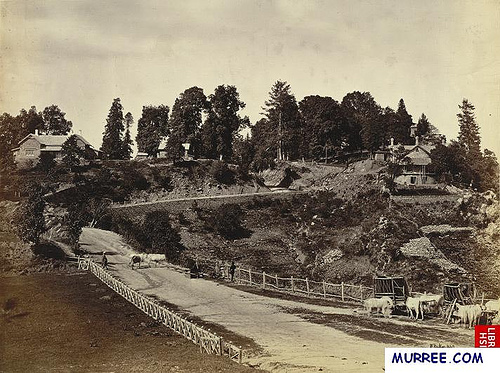
Pont a Murree (1865)
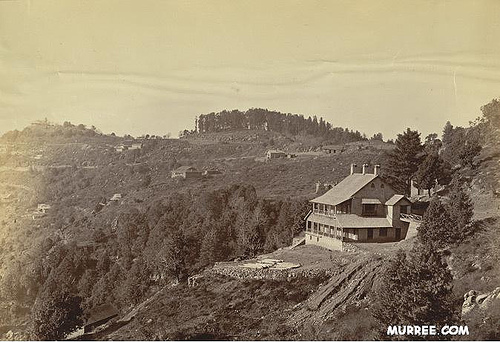
Antiga casa a Murree (1861)